# Megokris pescadoreensis
Megokris pescadoreensis is een tienpotigensoort uit de familie van de Penaeidae. De wetenschappelijke naam van de soort is voor het eerst geldig gepubliceerd in 1931 door Schmitt.